# Arnaud Boiteau
Arnaud Boiteau (Angers, 7 de noviembre de 1973) es un jinete francés que compitió en la modalidad de concurso completo.
Participó en los Juegos Olímpicos de Atenas 2004, obteniendo una medalla de oro en la prueba por equipos (junto con Cédric Lyard, Didier Courrèges, Jean Teulère y Nicolas Touzaint). Ganó tres medallas de plata en el Campeonato Europeo de Concurso Completo entre los años 2003 y 2007.

## Palmarés internacional
| Juegos Olímpicos   | Juegos Olímpicos            | Juegos Olímpicos | Juegos Olímpicos |
| Año                | Lugar                       | Medalla          | Categoría        |
| ------------------ | --------------------------- | ---------------- | ---------------- |
| 2004               | Atenas (Grecia)             | Medalla de oro   | Por equipos      |
| Campeonato Europeo |                             |                  |                  |
| Año                | Lugar                       | Medalla          | Categoría        |
| 2003               | Punchestown (Irlanda)       | Medalla de plata | Por equipos      |
| 2005               | Blenheim (Reino Unido)      | Medalla de plata | Por equipos      |
| 2007               | Pratoni del Vivaro (Italia) | Medalla de plata | Por equipos      |